# David Byrne (Dramatiker)
David Byrne (* 1983 in Stevenage) ist ein englischer Dramatiker und Theaterdirektor.

## Leben
David Byrne studierte an der University of Hull. Er arbeitete wiederholt als Autor für Radio und Fernsehen. Er gründete 2011 das zum Londoner Fringe zählende New Diorama Theatre, das er bis 2023 als künstlerischer und geschäftsführender Direktor leitete. Seine Bühnenadaption von George Orwells Erledigt in Paris und London war beim Edinburgh Festival 2015 ein Erfolg bei Kritikern und Publikum und wurde später in London übernommen. Von der britischen Fachzeitschrift The Stage wurde er unter die 100 einflussreichsten Theatermacher der Gegenwart gewählt.
Anfang 2024 übernahm er als Nachfolger von Vicky Featherstone die künstlerische Leitung des Royal Court Theatre.

## Auszeichnungen
- Writers’ Guild Award for Drama
- List Magazine Award for Drama
- Les Enfants Terribles Prize
- Artistic director of the year, Off West End Awards (2014)[9]
- Fringe theatre of the year, The Stage Awards (2017 und 2022)

## Werke
Dramen
- Kubrick3, New Diorama Theatre, London (2013)
- Down and Out in Paris and London, NDT (2015)
- Secret Life of Humans, NDT (2017)
- (mit Olivia Hirst): The Vanishing Room, The English Theatre Frankfurt (2023)[10]

Buchausgaben
- Secret life of Humans. Nick Hern Books, 2018, ISBN 978-1-84842-721-1.
- (mit Olivia Hirst): The Incident Room. Nick Hern Books, 2020, ISBN 978-1-84842-929-1.